# Louis Péricaud
Pour les articles homonymes, voir Péricaud.
Louis Jean Péricaud, né à La Rochelle le 10 juin 1835 et mort à Paris 3e le 12 novembre 1909, est un comédien, chansonnier, auteur dramatique, historien du théâtre et metteur en scène français. 
Il est le père de l'actrice Berthe Jalabert (1858-1942) et l'oncle de l'acteur Gustave Hamilton (1871-1951).

## Biographie
Fils d'un commis de négociant mort quand il avait à peine 5 ans, il est élevé par un oncle officier, futur commandant de la place de La Rochelle. Songeant à son tour à une carrière militaire, il se rend à Paris pour se préparer aux examens de Saint-Cyr, mais change d'avis et fait ses débuts de comédien au Bobino en 1853. Il joue ensuite pendant une quinzaine d'années dans les théâtres de province, devient une idole du public à Marseille, revient à Paris en 1872 pour entrer aux Folies-Dramatiques, puis au Cluny et à l'Ambigu. Pendant six ans, il est l'un des quatre administrateurs du Théâtre du Château-d'Eau, puis repasse à l'Ambigu où il est régisseur général et premier comique. En même temps qu'il crée ou reprend un très grand nombre de rôles, il fait représenter plus de 70 pièces, écrites seul ou en collaboration, et compose quelque 500 chansons. Avec l'aide d'un ami, libraire érudit, il collectionne livres, brochures et estampes pour former une bibliothèque théâtrale parmi les plus complètes de son temps.
Il entre en 1891 à la Porte Saint-Martin, théâtre dont Coquelin aîné et son fils Jean prennent la direction en 1897. Péricaud y crée notamment crée le rôle de Montfleury dans le Cyrano d'Edmond Rostand. Metteur en scène et régisseur général, il devient le bras droit de Coquelin aîné. En 1897, il épouse l'actrice Honorine Camous dite Madame Honorine qui sera entre autres sa partenaire dans Les Mystères de Paris, pièce d'Ernest Blum créée en 1902 au Théâtre de la Porte Saint-Martin. 
En 1898, il est nommé secrétaire-rapporteur de la Société des artistes. En 1904, il passe au Théâtre de la Gaité, dont Jean Coquelin est l'un des directeurs, puis retourne à la Porte Saint-Martin en 1907. La mort de Coquelin aîné en janvier 1909 lui porte un coup fatal. Dix mois plus tard, alors qu'il se prépare à mettre en scène le Chantecler de Rostand, il meurt à son domicile dans le 3e arrondissement de Paris. Il est inhumé le 15 novembre au cimetière du Père-Lachaise (95e division).
Après avoir publié une histoire du Théâtre des Funambules en 1897, Péricaud laissa inachevée une Histoire de l'histoire des grands et des petits théâtres de Paris pendant la Révolution, le Consulat et l'Empire, dont les deux premiers volumes avaient paru en 1908 et 1909. Son Panthéon des comédiens de Molière à Coquelin aîné parut à titre posthume en 1922. 
Jean Coquelin disait à son propos : « On a dit de Péricaud qu'il était le théâtre incarné : nulle expression ne saurait mieux le caractériser. Le théâtre était son existence, il ne pouvait s'en passer, il y pensa jusqu'à son dernier souffle. Auteur, acteur, collectionneur, metteur en scène, il ne vivait que pour le théâtre. »

## Œuvres
Choix de pièces

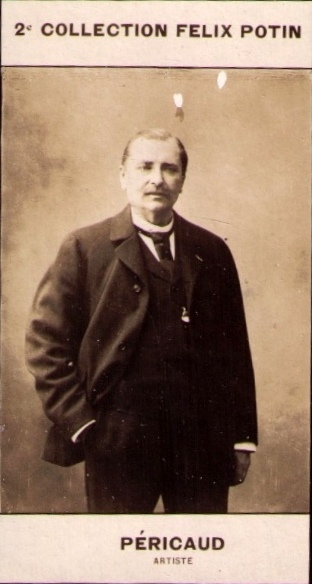

- Le Diable au Havre, grande revue-féerie en 4 actes et 5 tableaux, avec Richard Lesclide, Théâtre du Havre, 13 janvier 1864
- À cache-cache comédie en un acte en vers et en prose, avec Carle Le Dhuy, Paris, Théâtre du Vaudeville, 25 juillet 1873
- Les Trois grâces, pochade musicale, avec Lucien Delormel et Louis-Gaston Villemer, Paris, Alcazar d'été, 1876
- La Jeunesse de Béranger, opérette en 1 acte, musique de Firmin Bernicat, Paris, L'Eldorado, 20 janvier 1877
- Une aventure de Clairon, opérette en un acte, avec Louis-Gaston Villemer, Paris, L'Eldorado, 23 novembre 1878
- Les Chevau-Légers, opérette en 1 acte, avec Lucien Delormel, musique de Robert Planquette, Paris, L'Eldorado, 15 décembre 1881
- Les Français au Tonkin, pièce militaire en 5 actes et 10 tableaux, dont 1 prologue, avec Gaston Marot et Henri Noellet, Paris, Théâtre du Château-d'Eau, 9 février 1885
- Le Père Chasselas, drame en 5 actes, avec Jean Athis, musique de George Rose, Paris, Théâtre du Château-d'Eau, 19 novembre 1886
- Les Grenadiers de Mont-Cornette, opéra-bouffe en 3 actes, avec Lucien Delormel, musique de Charles Lecocq, Paris, Théâtre des Bouffes-Parisiens, 4 janvier 1887
- Polichinelle, drame en 5 actes et 8 tableaux, tiré des Mansardes de Paris de Pierre Zaccone, avec Ernest Vois, Bordeaux, Bouffes-Bordelais, 9 juin 1887
- Jack l'éventreur, drame en 5 actes et 7 tableaux, avec Gaston Marot, Paris, Théâtre du Château-d'Eau, 30 août 1889
- Madame la maréchale, pièce en 3 actes, avec Alphonse Lemonnier, Paris, Théâtre de l'Ambigu, 8 juin 1891
- La Mère la Victoire, drame en 5 actes et 7 tableaux, avec Gaston Marot, Paris, Théâtre du Château-d'Eau, 10 mars 1893
- La Belle limonadière, drame en 5 actes et 8 tableaux, avec Émile Blondet, Paris, Théâtre de l'Ambigu, 20 juillet 1894
- La Belle Grêlée, drame en 5 actes et 7 tableaux, tiré du roman d'Alexis Bouvier, avec Stéphen Lemonnier, Paris, Théâtre de la République, 10 décembre 1895
- Coco-Bel-Œil, opérette en 1 acte, avec Lucien Delormel, Paris, Théâtre de l'Eldorado, 2 novembre 1896, musique de Lucien Collin
- L'Hercule Farnèse, comédie en 1 acte, Paris, Théâtre de Cluny, 2 septembre 1897
- La Fille aux écus, drame en 5 actes, Paris, Théâtre de la République, 20 août 1898
- La Turlutaine de Marjolin, vaudeville en 3 actes, avec Maurice Soulié et Charles Darantière, Paris, Théâtre Déjazet, 30 novembre 1898
- L'Hameçon, comédie-vaudeville en 3 actes, avec Charles Darantière et Louis Bouvet, Paris, Théâtre-Trianon, 17 février 1903
- L'Hôtellerie sanglante, drame en 5 actes et 7 tableaux, tiré du roman de Paul Mahalin, Paris, Théâtre Montparnasse, 20 janvier 1906
- La Mioche dorée, drame en 5 actes, avec Alphonse Lemonnier, Paris, Théâtre de la Gaîté, 14 juin 1906
- Pierre de lune, pièce en 5 actes et 7 tableaux, d'après Wilkie Collins, avec Henri Desfontaines, Paris, Théâtre de la Porte Saint-Martin, 15 juin 1909

Histoire du théâtre
- Voyage à travers le théâtre, 1863
- Le Théâtre des Funambules, ses mimes, ses acteurs et ses pantomimes, depuis sa fondation jusqu'à sa démolition, 1897 Texte en ligne
- Histoire de l'histoire des grands et des petits théâtres de Paris pendant la Révolution, le Consulat et l'Empire : Théâtre de Monsieur, 1908
- Histoire de l'histoire des grands et des petits théâtres de Paris pendant la Révolution, le Consulat et l'Empire : Théâtre des Petits comédiens de S. A. S. Mgr le Cte de Beaujolais, 1909 Texte en ligne
- Le Panthéon des comédiens, de Molière à Coquelin aîné, préface de Coquelin aîné, 1922 Texte en ligne

## Quelques représentations
Comme metteur en scène
- Xavier de Montépin et Jules Dornay : La Porteuse de pain, Théâtre de l'Ambigu, 11 janvier 1889
- Eugène Brieux, Les Bienfaiteurs, Théâtre de la Porte-Saint-Martin, 22 octobre 1896
- Edmond Rostand, Cyrano de Bergerac, Théâtre de la Porte-Saint-Martin, 28 décembre 1897.
- Edmond Haraucourt : Jean Bart, Théâtre de la Porte-Saint-Martin, 5 avril 1900
- Émile Bergerat : La Pompadour, Théâtre de la Porte-Saint-Martin, 13 novembre 1901
- Auguste Maquet : La Maison du baigneur, Théâtre de la Porte-Saint-Martin, 6 octobre 1902
- Octave Feuillet : Le Roman d'un jeune homme pauvre, Théâtre de la Gaîté, 12 septembre 1905
- Jean Aicard : Le Manteau du Roi, Théâtre de la Porte-Saint-Martin, 22 octobre 1907

Comme comédien
- 1881 : Gaston Marot, Casse-Museau, Théâtre du Château-d'Eau, 13 décembre 1881. Rôle de Casse-Museau
- 1890 : L'Ogre de Jules de Marthold, Théâtre de l'Ambigu-Comique
- 1893 : Léopold Martin-Laya : Napoléon, Théâtre de la Porte-Saint-Martin, 5 décembre 1893. Rôle de Talleyrand.
- 1895 : Le Collier de la reine de Pierre Decourcelle, Théâtre de la Porte-Saint-Martin
- 1896 : Jacques Callot de Henri Cain, Eugène Adenis et Édouard Adenis, Théâtre de la Porte-Saint-Martin
- 1897 : Cyrano de Bergerac d'Edmond Rostand, Théâtre de la Porte-Saint-Martin, 28 décembre 1897. Rôles de Montfleury et d'un cadet de Gascogne.
- 1899 : Les Misérables de Paul Meurice et Charles Hugo d'après Victor Hugo (27 décembre), Théâtre de la Porte-Saint-Martin
- 1902 : Paul Bourde, Nos deux consciences, Théâtre de la Porte-Saint-Martin, 15 novembre 1902. Rôle de Lancelin.
- 1905 : Scarron de Catulle Mendès, mise en scène Jean Coquelin et Henry Hertz, musique Reynaldo Hahn, Théâtre de la Gaîté-Lyrique, Rôle de La Rancune
- 1905 : Les Oberlé d'Edmond Haraucourt d'après René Bazin, Théâtre de la Gaîté-Lyrique, Rôle de Philippe Oberlé.
- 1906 : L'Attentat d'Alfred Capus et Lucien Descaves, Théâtre de la Gaîté-Lyrique, Rôle de Postel.

## Source biographique
- Henry Lyonnet, Dictionnaire des comédiens français, Genève : Bibliothèque de la Revue universelle internationale illustrée, 1902-1908, vol. II, p. 516-518